# Lakeside Park (Kentucky)
Lakeside Park – miasto w Stanach Zjednoczonych, w stanie Kentucky, w hrabstwie Kenton.